# Митница
Митницата е държавна институция, която контролира вноса, износа и транзита на стоки на територията на отделна държава и внася дължимите митни сборове в държавния бюджет.
Към 2004 г. над 40% от приходите в републиканския бюджет на България се събират от митническата администрация.

## Български митници
Българската митническа администрация е създадена през 1879 г. и е една от най-старите държавни институции в България. Понастоящем тя е централизирана система, в която работят 3337 души, структурно разпределени в Централно митническо управление, 11 митници и 66 митнически бюра и пунктове. Събира 45 % от данъчните приходи в държавния бюджет в т.ч. традиционните собствени ресурси и ДДС на границата. От години е на едно от първите три места сред митническите администрации в Европа по брой разкрития и по задържани количества хероин по т. нар. „Балкански път“. От 1973 г. е активен член на Световната митническа организация.
Мисията на митническата администрация се определя от развитието на обществото, от неговите повишаващи се изисквания към създаване на оптимална икономическа среда обусловена от либерална и ефективна търговска политика. Едновременно с това обществото изисква от митническата администрация да защитава достиженията му като се противопоставя ефективно на нарушенията и престъпленията спрямо фискалните интереси, културното наследство и интелектуалните продукти и да защитава живота и здравето на гражданите.
Нейни отговорности са:
- да облекчи функционирането на пазара,
- да осигури правилното прилагане на политиките на Европейския съюз,
- да осигури контрол на външните граници,
- да защитава обществото от опасни стоки,
- да прилага коректно Общата митническа тарифа, Общата система за преференциите, антидъмпинговите и други мерки, които са основни за функционирането на общата европейска икономика.

Основна функция на митническата администрация е събирането на митни сборове и други държавни вземания от нейна компетентност. Българската митническа администрация съдейства за опазване на културното наследство и за защита правата върху интелектуалната собственост. Администрацията събира и анализира статистически данни по международната търговия, участва в разработването и изпълнението на международните договори, които се отнасят до митническата дейност и осъществява международните митнически връзки.